# Chemilla
Chemilla is een plaats en voormalige gemeente in het Franse departement Jura (regio Bourgogne-Franche-Comté) en telt 96 inwoners (2009). De plaats maakt deel uit van het arrondissement Lons-le-Saunier. Chemilla is op 1 januari 2019 gefuseerd met de gemeenten Cézia, Lavans-sur-Valouse en Saint-Hymetière tot de gemeente Saint-Hymetière-sur-Valouse. 

## Geografie
De oppervlakte van Chemilla bedraagt 1,9 km², de bevolkingsdichtheid is dus 50,5 inwoners per km².
De onderstaande kaart toont de ligging van Chemilla met de belangrijkste infrastructuur en aangrenzende gemeenten.

## Demografie
Onderstaande figuur toont het verloop van het inwonertal (bron: INSEE-tellingen).